# Dillon Brooks
Dillon Brooks (* 22. Januar 1996 in Mississauga, Ontario) ist ein kanadischer Basketballspieler, der seit 2025 für die Phoenix Suns in der National Basketball Association (NBA) spielt.

## Jugend und College
Dillon Brooks, der in Mississauga, Ontario (Kanada) geboren wurde, spielte sehr erfolgreich während seiner Highschool Jahre zunächst an der Father Henry Carr Secondary School in Toronto (Kanada). Die restliche Zeit seiner Highschool-Karriere spielte er an der Findlay Prep in Henderson, Nevada (USA), an der schon andere Kanadier und spätere NBA-Spieler wie Tristan Thompson, Cory Joseph und Anthony Bennett spielten.
Nach seiner Highschool-Karriere wechselte er 2014 in die NCAA Division I und spielte Collegebasketball für die Oregon Ducks an der University of Oregon. In seiner Freshman-Saison 2014/15 startete er in fast jedem Spiel (33 von 36 Spielen) und wurde mit durchschnittlich 11,5 Punkten/Spiel der 3. beste Korbjäger der Pac-12 Conference dieser Saison. Außerdem wurde er für das Pac-12 Conference all-freshman Team nominiert.
In seiner Sophomore-Saison führte Brooks die Ducks zu dem Pac-12-Conference-Titel der regulären Saison und zu einer nationalen Top-10-Platzierung. In dieser Saison (2015/16) erzielte er durchschnittlich 16,7 Punkte, 5,4 Rebounds und 3,1 Assists pro Spiel.
2016/17 absolvierte Brooks seine letzte Saison am College. Während seiner dreijährigen College-Karriere gelangen ihm durchschnittlich 14,8 Punkte, 4,5 Rebounds und 2,6 Assists in 28,9 Minuten pro Spiel.
Kurz nach der Saison 2016/17 meldete sich Dillon Brooks für den NBA-Draft 2017 an.

## NBA
Dillon Brooks wurde am 22. Juni 2017 im NBA Draft mit dem 45. Pick von den Houston Rockets gedraftet und direkt im Anschluss zu den Memphis Grizzlies getraded.

### Memphis Grizzlies (2017–2023)
Am 21. Juli 2017 unterschrieb Brooks seinen ersten Rookie-Vertrag mit den Memphis Grizzlies mit einer dreijährigen Laufzeit über $3,812,377. Sein NBA-Debüt gab er am 18. Oktober 2017 und erzielte dabei 19 Punkte, so viele Punkte gelang vor ihm noch keinem kanadischen Spieler bei dem NBA-Debüt. Am 11. April 2018 erreichte er seine bisherige Karriere-Bestleistung mit 36 Punkten, sieben Rebounds, einem Assist und zwei Steals bei der 137:123-Niederlage gegen die Oklahoma City Thunder.
In der Saison 2018/19 zog sich Brooks am 5. Januar 2019 einen Bänderriss in seinem rechten großen Zeh zu und verpasste somit nach erfolgreicher Operation den Rest der Saison.
Die nächste Saison 2019/20 begann Brooks als Starting Shooting Guard der Grizzlies. Dabei erzielte er in der ersten Saisonhälfte durchschnittlich 16,1 Punkte pro Spiel. Daraufhin unterzeichnete er am 5. Februar 2020 einen Dreijahresvertrag über 35 Millionen Dollar mit den Grizzlies.
Am 23. Mai 2021 konnte Brooks sein Debüt in den NBA-Playoffs geben und verhalf mit einem Saison-High von 31 Punkten und 7 Rebounds den Grizzlies zu einem 112:109-Sieg in Spiel 1 gegen die favorisierten Utah Jazz. Die Serie konnten die Grizzlies jedoch nicht für sich entscheiden und schieden nach fünf Spielen aus.
Am 12. Oktober 2021 wurde bekannt gegeben, dass Brooks aufgrund eines Bruchs in der linken Hand zwei bis drei Wochen ausfallen werde.
Am 19. Dezember 2021 gelang Brooks bei der 105:100-Niederlage gegen die Portland Trail Blazers mit 37 Punkten eine Karrierebestleistung.

### Houston Rockets (2023–2025)
Am 8. Juli 2023 gaben die Houston Rockets bekannt, dass sich Brooks ihrem Team anschließt.

### Phoenix Suns (seit 2025)
Im Juni 2025 wurde er im Rahmen eines Tauschhandels rund um Superstar Kevin Durant zu den Phoenix Suns getradet.

## Nationalmannschaft
Brooks hat 2015 für die kanadische Nationalmannschaft gespielt und mit ihnen die Silbermedaille der Panamerikanische Spiele gewonnen.

## Karriere-Statistiken

### NBA

#### Reguläre Saison
| Saison  | Team    | GP  | GS  | MPG  | FG % | 3P % | FT % | RPG | APG | SPG | BPG | PPG  |
| ------- | ------- | --- | --- | ---- | ---- | ---- | ---- | --- | --- | --- | --- | ---- |
| 2017–18 | Memphis | 82  | 74  | 28.7 | .440 | .356 | .747 | 3.1 | 1.6 | 0.9 | 0.2 | 11.0 |
| 2018–19 | Memphis | 18  | 0   | 18.3 | .402 | .375 | .733 | 1.7 | 0.9 | 0.6 | 0.2 | 7.5  |
| 2019–20 | Memphis | 73  | 73  | 28.9 | .407 | .358 | .808 | 3.3 | 2.1 | 0.9 | 0.4 | 16.2 |
| 2020–21 | Memphis | 67  | 67  | 29.8 | .419 | .344 | .815 | 2.9 | 2.3 | 1.2 | 0.4 | 17.2 |
| 2021–22 | Memphis | 32  | 31  | 27.7 | .432 | .309 | .849 | 3.2 | 2.8 | 1.1 | 0.3 | 18.4 |
| 2022–23 | Memphis | 73  | 73  | 30.3 | .396 | .326 | .779 | 3.3 | 2.6 | 0.9 | 0.2 | 14.3 |
| 2023–24 | Houston | 72  | 72  | 30.9 | .428 | .359 | .844 | 3.4 | 1.7 | 0.9 | 0.1 | 12.7 |
| Gesamt  | Gesamt  | 417 | 390 | 29.1 | .418 | .345 | .802 | 3.2 | 2.0 | 0.9 | 0.3 | 14.2 |

#### Play-offs
| Saison  | Team    | GP | GS | MPG  | FG % | 3P % | FT % | RPG | APG | SPG | BPG | PPG  |
| ------- | ------- | -- | -- | ---- | ---- | ---- | ---- | --- | --- | --- | --- | ---- |
| 2020–21 | Memphis | 5  | 5  | 35.0 | .515 | .400 | .808 | 4.2 | 2.2 | 1.4 | 0.4 | 25.8 |
| 2021–22 | Memphis | 11 | 11 | 30.5 | .349 | .347 | .640 | 2.7 | 2.7 | 1.0 | 0.3 | 14.6 |
| 2022–23 | Memphis | 6  | 6  | 27.9 | .312 | .238 | .714 | 3.0 | 1.8 | 0.2 | 0.0 | 10.5 |
| Gesamt  | Gesamt  | 22 | 22 | 30.8 | .387 | .321 | .724 | 3.1 | 2.4 | 0.9 | 0.2 | 16.0 |

### College
| Saison  | Team   | GP  | GS | MPG  | FG % | 3P % | FT % | RPG | APG | SPG | BPG | PPG  |
| ------- | ------ | --- | -- | ---- | ---- | ---- | ---- | --- | --- | --- | --- | ---- |
| 2014/15 | Oregon | 36  | 33 | 28.3 | .456 | .337 | .825 | 4.9 | 1.8 | 0.5 | 0.6 | 11.5 |
| 2015/16 | Oregon | 38  | 38 | 32.8 | .470 | .338 | .806 | 5.4 | 3.1 | 1.1 | 0.4 | 16.7 |
| 2016/17 | Oregon | 35  | 27 | 25.3 | .488 | .401 | .754 | 3.2 | 2.7 | 1.1 | 0.5 | 16.1 |
| Gesamt  | Gesamt | 109 | 98 | 28.9 | .472 | .362 | .794 | 4.6 | 2.6 | 0.9 | 0.5 | 14.8 |

## Auszeichnungen
- Best Defensive Player der Basketball-Weltmeisterschaft 2023
- Consensus second-team All-American (2017)
- Third-team All-American – SportingNews (2016)
- Pac-12 Player of the Year (2017)
- 2× First-team All-Pac-12 (2016, 2017)
- Pac-12 All-Freshman team (2015)[2]